# Arnold Betton
Arnold Lee „Arnie“ Betton (* 28. Juli 1932 in Brinkley, Arkansas; † 19. November 2009 in Kalifornien) war ein US-amerikanischer Hochspringer.
Bei den Olympischen Spielen 1952 in Helsinki wurde er mit 1,95 m Siebter.
Seine persönliche Bestleistung von 2,05 m stellte er am 19. Juni 1951 in St. Louis auf.